# Reservoir (geologie)

aardolie- en aardgasreservoir in een antiform

Een reservoir in de geologie is een gesteente dat koolwaterstoffen (zoals aardolie of aardgas) bevat en geheel omsloten is door ondoorlatende lagen dan wel breuken. Of een reservoir daadwerkelijk tot productie kan komen, hangt af van veel factoren:
- porositeit van het reservoir;
- permeabiliteit van het reservoir;
- viscositeit van de koolwaterstof;
- economische factoren.

## Stuwingsmechanismen
Een reservoir kan verschillende soorten natuurlijke stuwingsmechanismen hebben. De belangrijkste zijn:
- waterstuwing (water drive);
- gasstuwing (gas cap drive);
- depletie (depletion drive of solution gas drive)
- zwaartekracht (gravity drainage);
- combinaties hiervan.

Welke stuwingsmechanisme de overhand heeft, is van belang voor de methode van oliewinning. In eerste instantie is onduidelijk welk stuwingsmechanisme dit is. Op basis van onder meer de drukvermindering en de waterproductie wordt geprobeerd dit te achterhalen, zodat de winningsmethodiek geoptimaliseerd kan worden. Ook is de winbaarheidsfactor afhankelijk van het stuwingsmechanisme. Deze ligt over het algemeen hoger bij zwaartekracht en waterstuwing dan bij gasstuwing, vooral omdat de drukvermindering bij gas veel sterker is. 